# Pararaneus
Pararaneus es un género de arañas araneomorfas de la familia Araneidae. Se encuentra en África y Oriente Medio.

## Lista de especies
Según The World Spider Catalog 12.0:
- Pararaneus cyrtoscapus (Pocock, 1898)
- Pararaneus perforatus (Thorell, 1899)
- Pararaneus pseudostriatus (Strand, 1908)
- Pararaneus spectator (Karsch, 1885)
- Pararaneus uncivulva (Strand, 1907)